# YIT
YIT (čti váj-áj-tí) je evropská společnost se sídlem ve městě Helsinki, hlavním městě Fínska. Většina její obchodní činnosti je soustředěna v severských a pobaltských zemích, Rusku a střední Evropě.
Firma působí v sedmi zemích (Finsko, Rusko, Estonsko, Lotyšsko, Litva, Česko a Slovensko) a má více než 6 000 zaměstnanců. V roce 2012 dosáhly tržby společnosti přibližně 2 miliardy eur. Akcie společnosti jsou kotovány v NASDAQ OMX burze v Helsinkách.
YIT poskytuje služby v oblasti:
- bytové výstavby (nízkopodlažní a výškové bytové domy, dovolenkové chaty a vily, rezidenční zóny, modernizace a rekonstrukce objektů, volnočasové objekty a areály, servisní centra)
- výstavby užitkových budov (administrativní a kancelářské budovy, logistická a skladová centra, renovace, modernizace a rekonstrukce objektů, podzemní parkovací domy a serverovny)
- budování infrastruktury a celých oblastí (pozemní a vodní stavby, základové konstrukce, hloubkové zakládání, výstavba a hloubení přístavů, komunitní výstavba, dopravní infrastruktura)

## Historie
Zkratka YIT pochází z finského jazyka: "Yleinen Insinööri Toimisto" – doslovný překlad "Všeobecná stavební společnost". Počátky společnosti sahají do roku 1912. V průběhu času se věnovala všem odvětvím stavebnictví: od čištění země pro zemědělské využití a lesnictví až po výstavbu vodních elektráren, továren, jaderných elektráren a rezidenčních budov. Společnost aktivně rozvíjela i obchody za hranicemi Finska například v Africe, na Blízkém východě nebo ve Vietnamu.[zdroj?]

### Významné milníky a obchody společnosti
- 1912 – Gustaf Torulf založil v Helsinkách pobočku AIB, předchůdce YIT
- 1920 – v Helsinkách byla založena finská společnost (Ab Allmänna Ingeniorsbyran – Yleinen Insinooritoimisto Oy), která převzala aktivity AIB a začala ve Finsku neoficiálně používat zkratku YIT
- 1924 – společnost YIT vedl Ragnar Kreuger, ornitolog a sběratel ptačích vajec
- 1940 – technologie na čištění pitné vody s většinovým exportem do Sovětského svazu. YIT začala ve velkém stavět elektrárny
- 1958 – společnost získala první zakázku v iráckém městě Karbala, konkrétně na výstavbu vodní nádrže, která čistila vodu z řeky Eufrat a distribuovala ji obyvatelům města
- 1960 – YIT představila ozonaci pitné vody jako nový způsob dezinfekce vody UV zářením. Do té doby se na čištění používal chlor. YIT se podílela na vyhloubení kanálu Saimaa, který představoval klíčovou obchodní trasu mezi Sovětským svazem a Finskem, spojuje největší jezero ve Finsku Saimaa s Baltským mořem
- 1966 – YIT se stala první finskou společností s kontraktem v Saúdské Arábii
- 1970 – stavba největšího pozemního zásobníku vody na světě s kapacitou 1 mil. m³
- 1975 – firma dokončila 120 kilometrové potrubí, které zásobovalo vodou město Helsinky
- 1980 – firma začala s výstavbou rezidenčních projektů. V 80. letech měla YIT pokryty všechny oblasti stavitelství – pozemní stavitelství, výkopové práce, výstavbu budov
- 1987 – vznik YIT, jak je známá dnes. Stavba rezidenčního komplexu v iráckém městě Bagdád
- 1995 – začátek obchodování na burze
- 1996 – vznik loga, které se používá dodnes
- 2008 – YIT Stavo vzniklo spojením české společnosti Euro STAVOKONSULT a finské skupiny YIT[2]

## Současnost
Přirozeným vývojem se za desetiletí propracovala na mezinárodní korporaci. V roce 2000 se YIT rozrostla na mezinárodní korporaci v oblastech realizace stavebních systémů, bytové výstavby, služeb v oblasti stavebnictví a průmyslu.
YIT i v roce 2013 pokračovala v růstu ve všech svých podnicích. Příjmy společnosti představovaly v roce 2012 přibližně 2 miliardy €. Působila v sedmi zemích a měla více než 6 000 zaměstnanců.

## Významné projekty
YIT se podílelo na přístavbě budovy finského parlamentu, Pikkuparlamentti (Malý parlament), který byl zkolaudován v roce 2004. Byla pověřena i výstavbou rezidenčního projektu Cirrus ve Vuosaari, který je druhou nejvyšší budovou ve Finsku. Jinými velkými projekty byly helsinské Fair Centre a budova Finské národní opery v Töölö. Společnost se podílela na renovacích sídla finské společnosti Nokia. Jeden z nejkrásnějších projektů, Merenkulkijanranta, vznikl na mořském pobřeží v Helsinkách. Budova F projektu Koti Hyacint v Praze byl první certifikovaný pasivní rezidenční projekt v České republice. V ruském Petrohradě stavěla rezidenční projekt v blízkosti Smolenského komplexu.

## Vlastník
Minoritním vlastníkem společnosti s podílem 12,1 % je rodina Ehrnrooth. Henrik Ehrnrooth je v čele představenstva od roku 2009.

## Významné projekty
Mezi projekty v Česku, ve kterých YIT vystupovala jako developer nebo stavební společnost, patří:[zdroj?]
Bytové projekty
- Hostivař II, Praha
- Hyacint Modřany
- Green Motol
- Talo Kavalírka

Referenční projekty
- Braník, Praha
- Troja, Praha
- Hájek, Praha
- Victoria, Praha
- Hostivař I, Praha
- Suomi Hloubětín

Zahraniční projekty
- Užupio etiudas, Vilnius, Litva

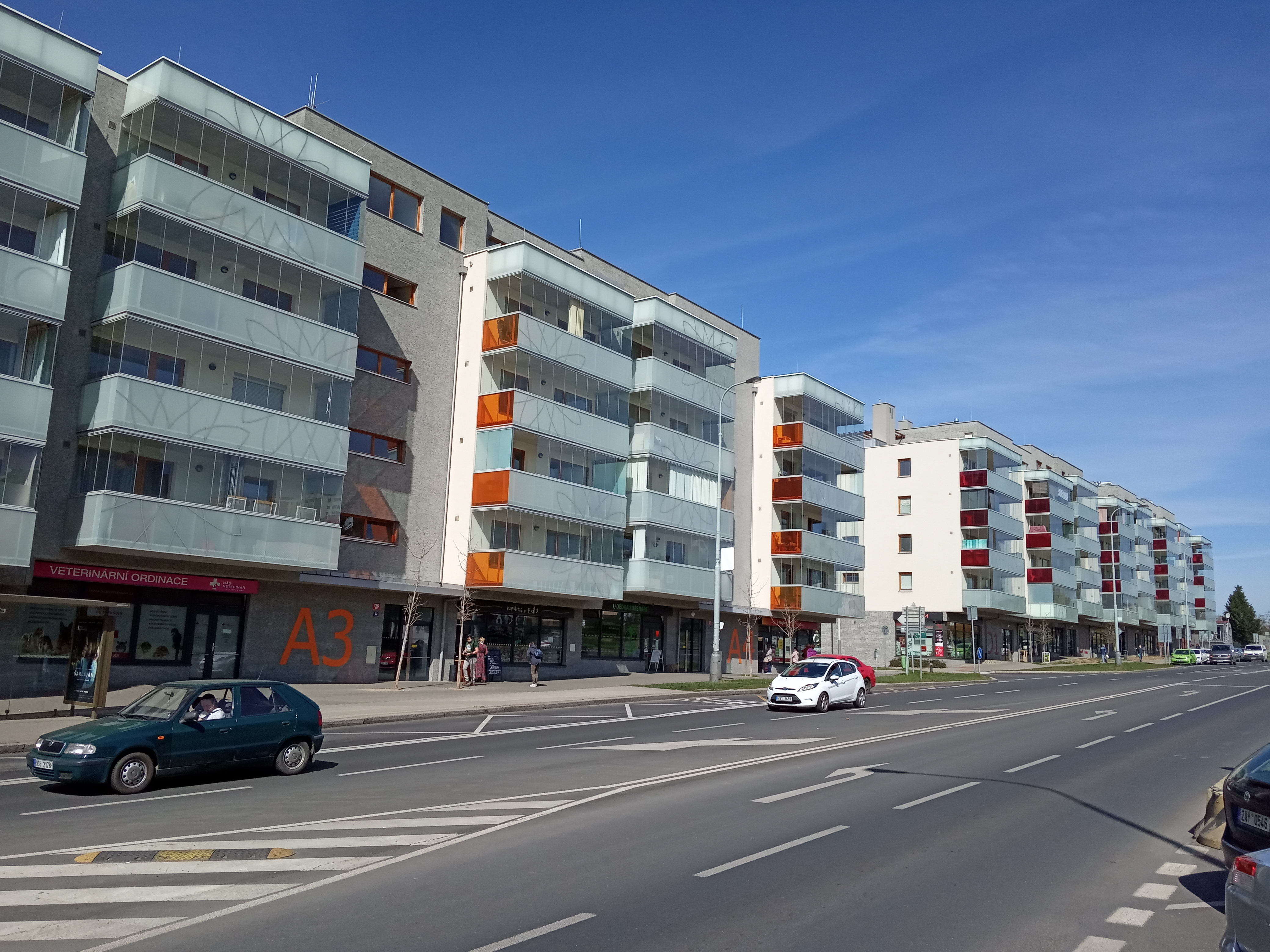
Hyacint Modřany

- Merenkulkijanranta, Helsinki, Finsko
- Byty Villinki, Bratislava, Slovensko
- Paldiski, Tallin, Estonsko
- Priedes, Riga, Lotyšsko